# سميراء (تراث شعبي)
السُمَيْرَاء مخلوق أسطوري مشهور في أساطير اسكتلندا وإنكلترا (خصوصاً في شمالها)، وتعتبر من أنواع ما يسمى بالعربية الجنيات و بالإنجليزية (Fairy)، يزعم أنها تعيش في بيوت الناس وتساعد في الأعمال المنزلية، ولكنها تعمل بالليل لعدم محبتها لرؤية الناس لها، وتعمل عادة مقابل كميات قليلة من الطعام (على شكل هدية)، وتحب من الطعام حساء الشعير (porridge) والعسل، وعادة ما تغادر المنزل إن كان يعتبر الطعام المقدم كنفقة أو في حالة إساءة الاستخدام.